# Hold On (Armin van Buuren & Davina Michelle)
"Hold On" is een nummer van de Nederlandse dj Armin van Buuren en de eveneens Nederlandse zangeres Davina Michelle. Op 10 september 2021 werd het nummer uitgebracht als single.

## Achtergrond
"Hold On" is geschreven door Benno de Goeij, Armin van Buuren, Michelle Davina Hoogendoorn en Sebastiaan Brouwer en geproduceerd door Van Buuren en De Goeij. Het nummer gaat volgens Van Buuren en Michelle over "volharding en kracht". De twee artiesten hadden in 2019 al samengewerkt op het nummer "Hoe het danst", waarbij ook Marco Borsato betrokken was. Dit is een Nederlandstalig nummer, terwijl zij normaal gesproken alleen Engelstalige muziek uitbrengen. Om deze redenen werd besloten om nog een samenwerking aan te gaan met een Engelstalig nummer. Van Buuren vertelde hierover: "Davina was toevallig in de studio en we hadden nog een uurtje over, dus zo is het letterlijk begonnen. We hebben de laptop geopend, we zijn een tekst gaan schrijven en eigenlijk stond het liedje vrij snel."
Van Buuren en Michelle brachten "Hold On" tijdens hun optreden voorafgaand aan de Grand Prix van Nederland op het Circuit Zandvoort op 5 september 2021 voor het eerst ten gehore. Michelle had voor dit evenement ook al het themanummer "Beat Me" geschreven en gezongen. Vijf dagen later werd de single officieel uitgebracht. Ook werd er enkele weken later een zogeheten "Club Mix" uitgebracht. Op 13 november werd er ook een videoclip bij het nummer uitgebracht.
"Hold On" werd een hit in Nederland. Het bereikte de dertiende plaats in de Nederlandse Top 40, terwijl in de Single Top 100 plaats 34 werd bereikt.

## Hitnoteringen

### Nederlandse Top 40
| Hitnotering: 18-09-2021 t/m 15-01-2022 | Hitnotering: 18-09-2021 t/m 15-01-2022 | Hitnotering: 18-09-2021 t/m 15-01-2022 | Hitnotering: 18-09-2021 t/m 15-01-2022 | Hitnotering: 18-09-2021 t/m 15-01-2022 | Hitnotering: 18-09-2021 t/m 15-01-2022 | Hitnotering: 18-09-2021 t/m 15-01-2022 | Hitnotering: 18-09-2021 t/m 15-01-2022 | Hitnotering: 18-09-2021 t/m 15-01-2022 | Hitnotering: 18-09-2021 t/m 15-01-2022 | Hitnotering: 18-09-2021 t/m 15-01-2022 | Hitnotering: 18-09-2021 t/m 15-01-2022 | Hitnotering: 18-09-2021 t/m 15-01-2022 | Hitnotering: 18-09-2021 t/m 15-01-2022 | Hitnotering: 18-09-2021 t/m 15-01-2022 | Hitnotering: 18-09-2021 t/m 15-01-2022 | Hitnotering: 18-09-2021 t/m 15-01-2022 | Hitnotering: 18-09-2021 t/m 15-01-2022 | Hitnotering: 18-09-2021 t/m 15-01-2022 | Hitnotering: 18-09-2021 t/m 15-01-2022 |
| Week                                   | 1                                      | 2                                      | 3                                      | 4                                      | 5                                      | 6                                      | 7                                      | 8                                      | 9                                      | 10                                     | 11                                     | 12                                     | 13                                     | 14                                     | 15                                     | 16                                     | 17                                     | 18                                     |                                        |
| -------------------------------------- | -------------------------------------- | -------------------------------------- | -------------------------------------- | -------------------------------------- | -------------------------------------- | -------------------------------------- | -------------------------------------- | -------------------------------------- | -------------------------------------- | -------------------------------------- | -------------------------------------- | -------------------------------------- | -------------------------------------- | -------------------------------------- | -------------------------------------- | -------------------------------------- | -------------------------------------- | -------------------------------------- | -------------------------------------- |
| Nummer                                 | 35                                     | 25                                     | 23                                     | 23                                     | 20                                     | 17                                     | 14                                     | 15                                     | 15                                     | 13                                     | 13                                     | 15                                     | 18                                     | 21                                     | 23                                     | 30                                     | 35                                     | 39                                     | uit                                    |

### Single Top 100
| Hitnotering week 1 t/m 15: 18-09-2021 t/m 25-12-2021 Hitnotering week 16 t/m 18: 08-01-2022 t/m 22-01-2022 | Hitnotering week 1 t/m 15: 18-09-2021 t/m 25-12-2021 Hitnotering week 16 t/m 18: 08-01-2022 t/m 22-01-2022 | Hitnotering week 1 t/m 15: 18-09-2021 t/m 25-12-2021 Hitnotering week 16 t/m 18: 08-01-2022 t/m 22-01-2022 | Hitnotering week 1 t/m 15: 18-09-2021 t/m 25-12-2021 Hitnotering week 16 t/m 18: 08-01-2022 t/m 22-01-2022 | Hitnotering week 1 t/m 15: 18-09-2021 t/m 25-12-2021 Hitnotering week 16 t/m 18: 08-01-2022 t/m 22-01-2022 | Hitnotering week 1 t/m 15: 18-09-2021 t/m 25-12-2021 Hitnotering week 16 t/m 18: 08-01-2022 t/m 22-01-2022 | Hitnotering week 1 t/m 15: 18-09-2021 t/m 25-12-2021 Hitnotering week 16 t/m 18: 08-01-2022 t/m 22-01-2022 | Hitnotering week 1 t/m 15: 18-09-2021 t/m 25-12-2021 Hitnotering week 16 t/m 18: 08-01-2022 t/m 22-01-2022 | Hitnotering week 1 t/m 15: 18-09-2021 t/m 25-12-2021 Hitnotering week 16 t/m 18: 08-01-2022 t/m 22-01-2022 | Hitnotering week 1 t/m 15: 18-09-2021 t/m 25-12-2021 Hitnotering week 16 t/m 18: 08-01-2022 t/m 22-01-2022 | Hitnotering week 1 t/m 15: 18-09-2021 t/m 25-12-2021 Hitnotering week 16 t/m 18: 08-01-2022 t/m 22-01-2022 | Hitnotering week 1 t/m 15: 18-09-2021 t/m 25-12-2021 Hitnotering week 16 t/m 18: 08-01-2022 t/m 22-01-2022 | Hitnotering week 1 t/m 15: 18-09-2021 t/m 25-12-2021 Hitnotering week 16 t/m 18: 08-01-2022 t/m 22-01-2022 | Hitnotering week 1 t/m 15: 18-09-2021 t/m 25-12-2021 Hitnotering week 16 t/m 18: 08-01-2022 t/m 22-01-2022 | Hitnotering week 1 t/m 15: 18-09-2021 t/m 25-12-2021 Hitnotering week 16 t/m 18: 08-01-2022 t/m 22-01-2022 | Hitnotering week 1 t/m 15: 18-09-2021 t/m 25-12-2021 Hitnotering week 16 t/m 18: 08-01-2022 t/m 22-01-2022 | Hitnotering week 1 t/m 15: 18-09-2021 t/m 25-12-2021 Hitnotering week 16 t/m 18: 08-01-2022 t/m 22-01-2022 | Hitnotering week 1 t/m 15: 18-09-2021 t/m 25-12-2021 Hitnotering week 16 t/m 18: 08-01-2022 t/m 22-01-2022 | Hitnotering week 1 t/m 15: 18-09-2021 t/m 25-12-2021 Hitnotering week 16 t/m 18: 08-01-2022 t/m 22-01-2022 | Hitnotering week 1 t/m 15: 18-09-2021 t/m 25-12-2021 Hitnotering week 16 t/m 18: 08-01-2022 t/m 22-01-2022 | Hitnotering week 1 t/m 15: 18-09-2021 t/m 25-12-2021 Hitnotering week 16 t/m 18: 08-01-2022 t/m 22-01-2022 |
| Week | 1 | 2 | 3 | 4 | 5 | 6 | 7 | 8 | 9 | 10 | 11 | 12 | 13 | 14 | 15 | | 16 | 17 | 18 | |
| --- | --- | --- | --- | --- | --- | --- | --- | --- | --- | --- | --- | --- | --- | --- | --- | --- | --- | --- | --- | --- |
| Nummer | 54 | 70 | 52 | 54 | 51 | 51 | 51 | 45 | 34 | 43 | 47 | 54 | 74 | 78 | 81 | uit | 60 | 70 | 77 | uit |

### NPO Radio 2 Top 2000
Hold On stond alleen in 2022 in de NPO Radio 2 Top 2000, op plek 1978.